# دهنه السفلى (إب)

تعديل مصدري - تعديل

دهنه السفلى محلة تابعة لقرية سائله العين، التابعة لعزلة بني مدسم بمديرية إب إحدى مديريات محافظة إب في الجمهورية اليمنية.، بلغ تعداد سكانها 66 حسب تعداد اليمن لعام 2004.